# Urs Faes
Urs Faes (n. 13 februarie 1947 în Aarau) este un scriitor elvețian contemporan. 

## Biografie
Urs Faes a crescut în cantonul Argovia, pe malul râului Suhre, într-o familie calvinistă. A urmat o pregătire pentru a deveni profesor de școală de primară, pentru ca apoi să studieze istorie, germanistică, filozofie și etnologie, obținând titlul de doctor cu o lucrare despre păgânism și  superstiții în Africa. 
La început, a lucrat la un gimnaziu din Zürich. Primele sale texte literare au apărut în anii '70, în diverse reviste și ziare. Faes este cunoscut, mai ales, datorită romanelor sale, dar a scris și poezii, povestiri scurte și piese de teatru.

## Opere

### Cărți
- Als hätte die Stille Türen. Roman. Suhrkamp, Frankfurt pe Main 2005.
- Liebesarchiv. Roman. Suhrkamp, Frankfurt pe Main 2007.
- Paarbildung. Roman. Suhrkamp, Berlin 2010.
- Paris. Eine Liebe. Erzählung. Insel, Berlin 2012.
- Sommer in Brandenburg. Roman. Suhrkamp, Berlin 2014, ISBN 978-3-518-42419-3.[7]
- Halt auf Verlangen. Ein Fahrtenbuch. Suhrkamp, Berlin 2016, ISBN 978-3-518-42583-1.[8]
- Raunächte. Erzählung. Insel, Berlin 2018, ISBN 978-3-458-19452-1

### Traduceri în limba română
Perechi în formare, traducător: Iulia Dondorici, București: Editura Univers, 2010 - 158 p. ISBN 978-999931-865-9-5. Titlul original: Paarbildung. Inclus în proiectul Punți literare al Goethe-Institut Bukarest. 